# Суна (приток Косы)
Суна — река в Кировской области России, правый приток Косы (бассейн Волги). Протекает в Фалёнском и Зуевском районах. Устье реки находится в 40 км по правому берегу Косы. Длина реки — 70 км, площадь бассейна 485 км².
Исток реки на Красногорской возвышенности в Фалёнском районе близ границы с Унинским районом в 13 км к северо-западу от посёлка Уни. Река течёт на север, в нижнем течении поворачивает на северо-запад. Русло извилистое, встречаются старицы. Ширина в среднем течении 10-15 метров, в нижнем — 25 метров. Верхнее течение проходит по Фалёнскому району, затем река перетекает в Зуевский район. Высота устья — 124,2 м над уровнем моря.
На реке расположено несколько сёл и деревень: Красное, Филейка, Верхосунье, Чукша, Баи (Фалёнский район); Суна (Зуевский район).
Притоки — Нартница (2,9 км от устья по левому берегу, в водном реестре — река без названия), Пигалиха, Ольховка, Пихтовка, Зореника, Пуша (левые); Омутница, Софрониха, Бутаха, Кия (правые).
Впадает в Косу между сёлами Мухино и Соколовка.

## Данные водного реестра
По данным государственного водного реестра России относится к Камскому бассейновому округу, водохозяйственный участок реки — Чепца от истока до устья, речной подбассейн реки Вятка. Речной бассейн реки — Кама.